# Synchromophyceae
Synchromophyceae é uma classe de heterocontes fotossíntéticos.

## Descrição
Os cloroplastos dos membros do agrupamento taxonómico Synchromophyceae são envolvidos por duas membranas lipoproteicas e dispostos de maneira a compartilharem um par externo adicional de membranas, formando um complexo de cloroplastos que é cercado por duas membranas externas.

## Taxonomia e sistemática
- Classe Synchromophyceae Cavalier-Smith 1995[4]
  - Ordem Synchromales Horn & Ehlers 2007
    - Família Synchromaceae Schnetter & Ehlers 2007
      - Género Synchroma Schnetter 2007 

  - Ordem Chlamydomyxales 
    - Família Chlamydomyxaceae 
      - Género Chlamydomyxa Archer 1875